# Neuenkirchen (Anklam-Land)
Neuenkirchen – gmina w Niemczech, wchodząca w skład Związku Gmin Anklam-Land w powiecie Vorpommern-Greifswald, w kraju związkowym Meklemburgia-Pomorze Przednie.